# Râul Paltinu, Nadoșa
Râul Paltinu este un curs de apă afluent al râului Nadoșa. 